# 2010년 동계 올림픽 노르웨이 선수단

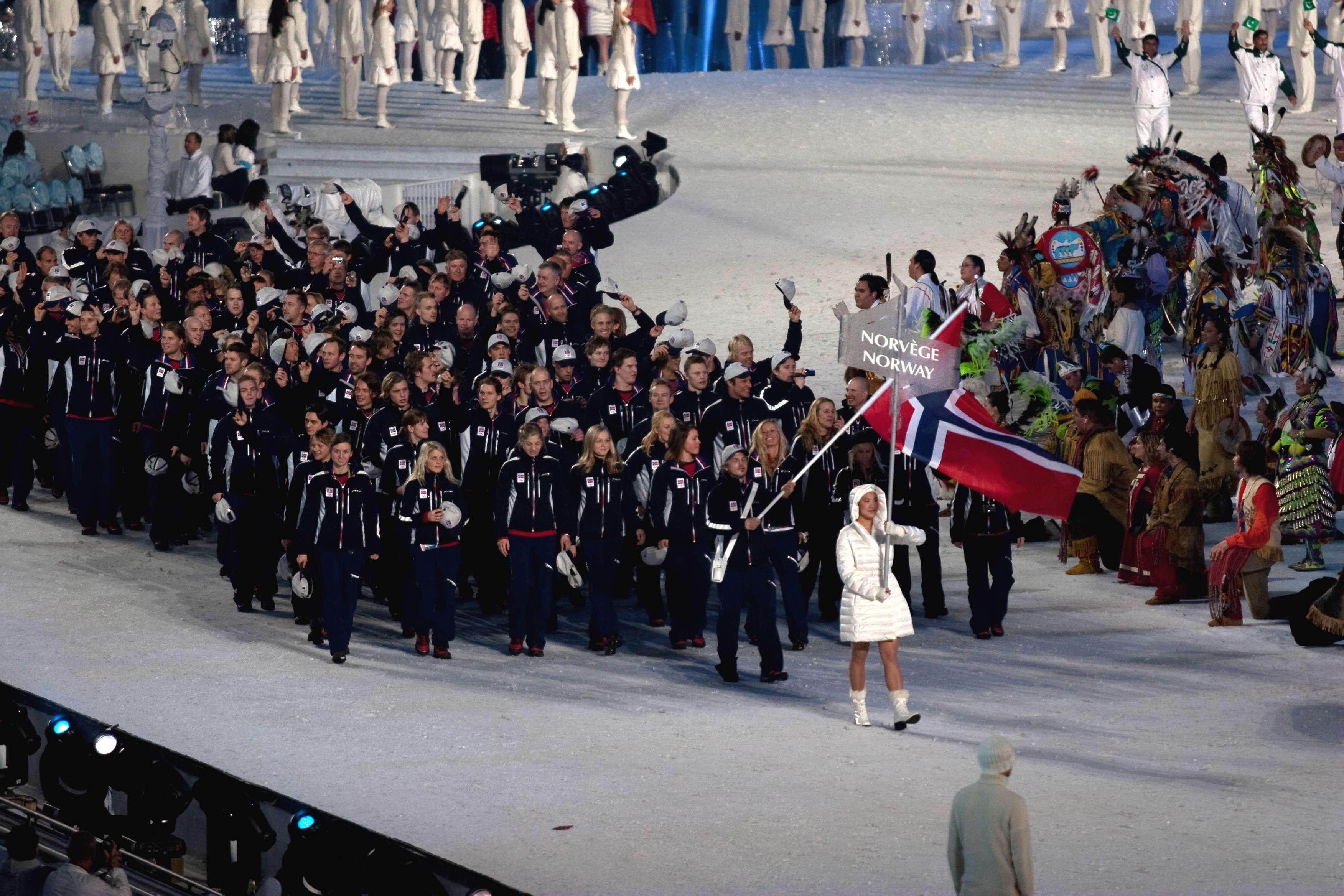
개막식 중에 선수들이 경기장으로 들어가고 있다.

2010년 동계 올림픽 노르웨이 선수단은 캐나다 밴쿠버에서 개최된 2010년 동계 올림픽에 참가한 올림픽 노르웨이 선수단이다.

## 메달 집계

### 종목별 메달 수
| 종목 | 1 | 2 | 3 | 합계 |

### 메달리스트
| 메달   | 이름                                                                                 | 종목            | 세부종목           |
| ------ | ------------------------------------------------------------------------------------ | --------------- | ------------------ |
| 금메달 | 마리트 비에르겐                                                                      | 크로스컨트리    | 여자 스프린트      |
| 금메달 | 토라 베르거                                                                          | 바이애슬론      | 여자 개인전        |
| 금메달 | 에밀 헤글 스벤첸                                                                     | 바이애슬론      | 남자 개인전        |
| 금메달 | 악셀 룬트 스빈달                                                                     | 알파인 스키     | 남자 슈퍼대회전    |
| 금메달 | 마리트 비에르겐                                                                      | 크로스컨트리    | 여자 15km 추적     |
| 금메달 | 외위스테인 페테르센 페테르 노르투그                                                  | 크로스컨트리    | 남자 단체 스프린트 |
| 금메달 | 비베케 스코프테루 테레세 요헤우 크리스틴 스퇴르메르 스테이라 마리트 비에르겐         | 크로스컨트리    | 여자 4 x 5 km 계주 |
| 금메달 | 할바르 하네볼 타리에이 뵈 에밀 헤글 스벤첸 에이나르 비에른달렌올레                   | 바이애슬론      | 남자 계주          |
| 금메달 | 페테르 노르투그                                                                      | 크로스컨트리    | 남자 50km 클래식   |
| 은메달 | 에밀 헤그 스벤첸                                                                     | 바이애슬론      | 남자 스프린트      |
| 은메달 | 악셀 룬트 스빈달                                                                     | 알파인 스키     | 남자 활강          |
| 은메달 | 에이나르 비에른달렌올레                                                              | 바이애슬론      | 남자 개인전        |
| 은메달 | 셰틸 얀스루                                                                          | 알파인 스키     | 남자 대회전        |
| 은메달 | 헤다 베른트센                                                                        | 프리스타일 스키 | 여자 스키 크로스   |
| 은메달 | 마르틴 욘스루 순뷔 오드비에른 옐메세트 라르스 베르게르 페테르 노르투그               | 크로스컨트리    | 남자 4 x 10km 계주 |
| 은메달 | 마리트 비에르겐                                                                      | 크로스컨트리    | 여자 30km 클래식   |
| 은메달 | 토마스 울스루 토르게르 네르고르 크리스토페르 스바에 호바르 바드 페테르센 토마스 뢰볼 | 컬링            | 남자부             |
| 동메달 | 마리트 비에르겐                                                                      | 크로스컨트리    | 여자 10km 프리     |
| 동메달 | 페테르 노르투그                                                                      | 크로스컨트리    | 남자 스프린트      |
| 동메달 | 하바르드 보코                                                                        | 스피드 스케이팅 | 남자 1500m         |
| 동메달 | 에우둔 그뢴볼                                                                        | 프리스타일 스키 | 남자 스키 크로스   |
| 동메달 | 아네르스 바르달 톰 힐데 요한 레멘 에벤센 안데르스 야콥센                             | 스키 점프       | 라지힐 단체전      |
| 동메달 | 악셀 룬트 스빈달                                                                     | 알파인 스키     | 남자 대회전        |